# 마키 세이이치로
마키 세이이치로(일본어: 巻 誠一郎, 1980년 8월 7일~)는 일본의 전직 축구 선수로 현역 시절 제프 유나이티드 지바에서 대부분의 선수 경력을 보냈으며 일본 축구 국가대표팀의 일원으로 2006년 FIFA 월드컵에 참가했다.

## 구단 경력
그는 2003년부터 2018년까지 J리그의 제프 유나이티드 지바, 도쿄 베르디, 로아소 구마모토에서 활동하였다.

## 국가대표팀 경력
그는 2005년 동아시아 축구 선수권 대회에 참가할 일본 국가대표팀에 발탁되었으며, 7월 31일 조선민주주의인민공화국와의 경기에서 데뷔했다. 2006년 FIFA 월드컵, 2007년 AFC 아시안컵에도 출전했다. 그는 2009년까지 국제 A매치 통산 38경기에 출전, 8득점을 넣었다.

## 개인사
동생인 마키 유키도 축구 선수로 활동했고 여동생인 마키 가리나는 핸드볼 선수로 활동했다.
그리고 2007년 6월 배우인 키타가와 토모코와 결혼했다.

## 통계
| 일본 | 일본 | 일본 |
| 연도 | 출전 | 득점 |
| ---- | ---- | ---- |
| 2005 | 3    | 0    |
| 2006 | 14   | 3    |
| 2007 | 9    | 4    |
| 2008 | 9    | 1    |
| 2009 | 3    | 0    |
| 통산 | 38   | 8    |

## 수상

### 클럽 (선수)
제프 유나이티드 지바
- J1리그 : 3위 (2003), 4위 (2004, 2005)
- J2리그 : 4위 (2010)
- J리그컵 : 우승 (2005, 2006)

### 국가대표팀
일본 유니버시아드
- 하계 유니버시아드 : 금메달 (2001)

 일본
- EAFF E-1 풋볼 챔피언십 : 준우승 (2005)
- AFC 아시안컵 : 4위 (2007)